# Transports dans le département du Jura

Les transports dans le département français du Jura présentent des disparités importantes. Dole est un important carrefour autoroutier et ferroviaire, et la frange ouest du département (à laquelle appartient également la préfecture Lons-le-Saunier) est parcourue par l'un des axes de circulation reliant l'Europe rhénane à l'Europe du Sud. En revanche, le Haut-Jura est dans une situation de relatif enclavement, aggravé par le relief : bien que le trajet le plus court reliant Paris et Dijon à Genève passe par le Haut-Jura, les flux principaux passent aujourd'hui plus au sud, par le département de l'Ain.

## Transport routier

### Infrastructures routières
Les principaux axes routiers du département sont les autoroutes A36 (Beaune - Mulhouse) et A39 (Dijon - Lons-le-Saunier - Bourg-en-Bresse), qui se croisent à proximité de Dole. Ces autoroutes placent les franges nord et ouest du département sur les axes reliant la vallée du Rhône à l'Alsace et à l'Allemagne.
En revanche, l'est et surtout le sud-est du département ne comportent ni autoroute ni voie rapide, et les routes qui y mènent sont souvent sinueuses en raison du relief. Bien que maintenues dans le réseau routier national après 2006, les tronçons de la route nationale 5 et de la route nationale 83 situés à l'est de Poligny n'ont plus qu'un rôle national restreint, mais sont essentielles au niveau régional pour l'accès à certaines villes comme Arbois, Champagnole ou Morez.

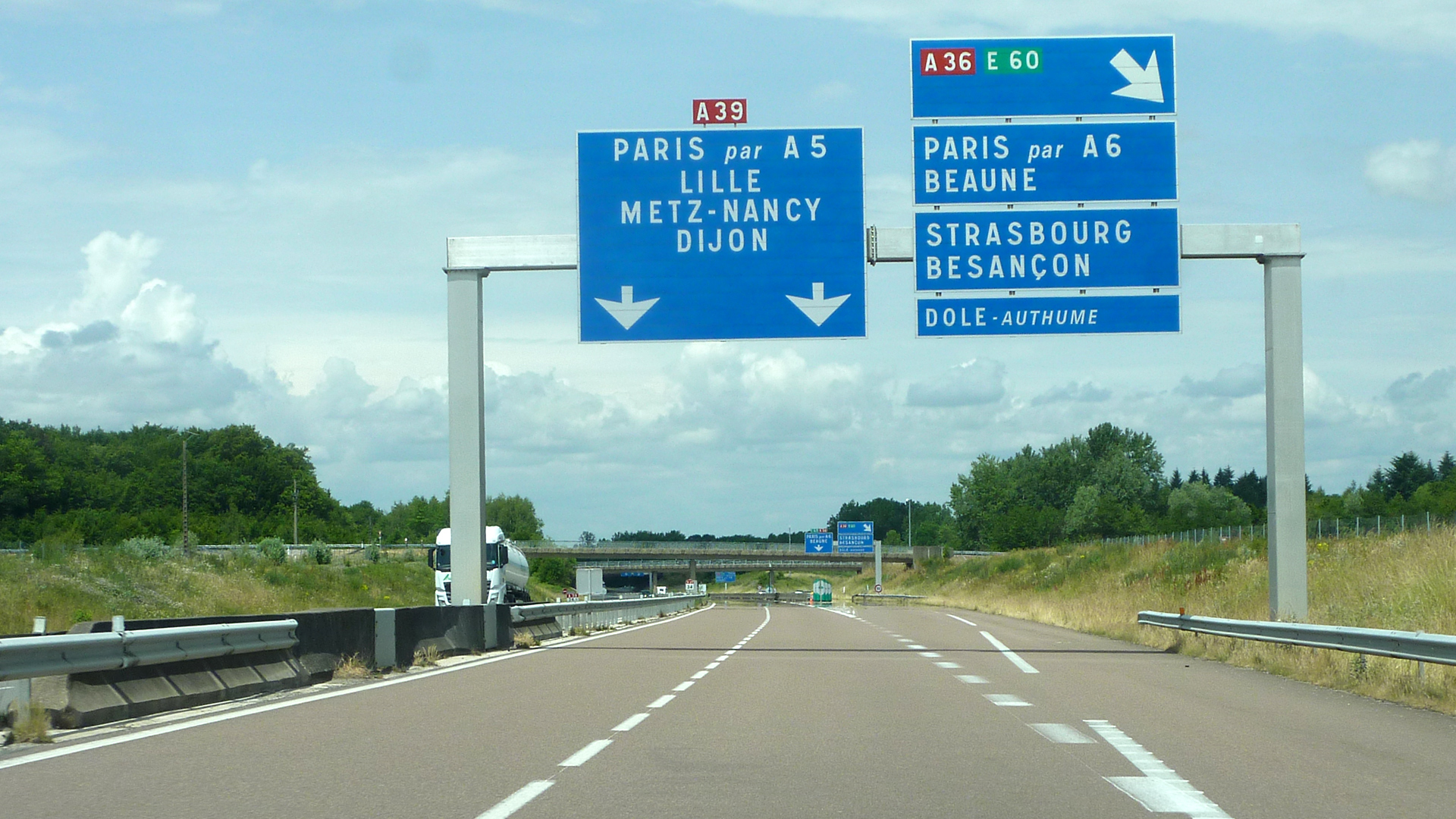
Échangeur entre les autoroutes A36 et A39, près de Dole.

### Transport collectif de voyageurs
Le Jura est desservi par le réseau régional de transport routier Mobigo, qui compte une vingtaine de lignes régulières dans le département.

## Transport ferroviaire

### Historique

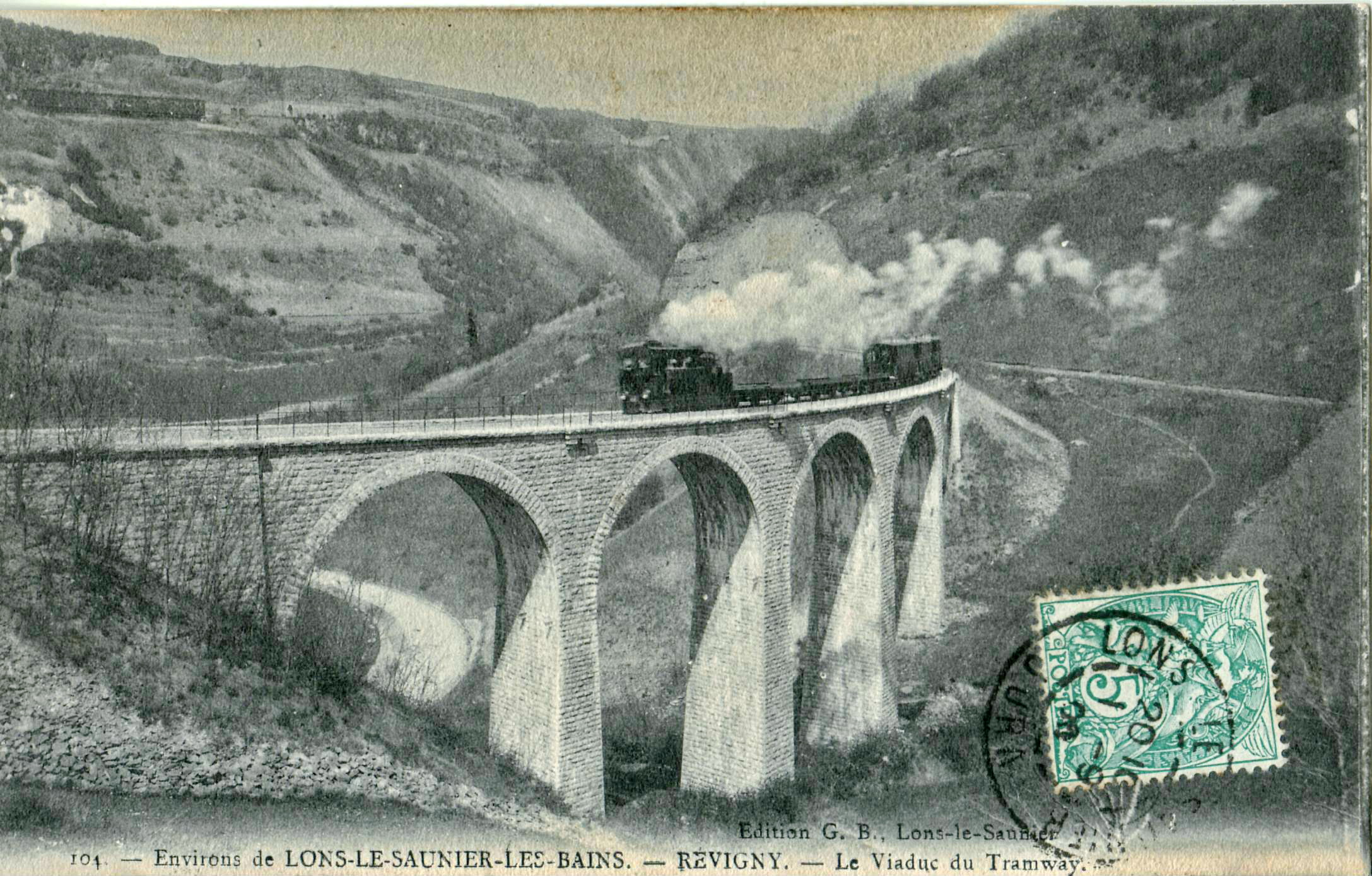
Un viaduc des Chemins de fer vicinaux du Jura près de Lons-le-Saunier vers 1906.

La première ligne de chemin de fer a ouvert dans le département en 1855, entre Dijon et Dole ; elle a été prolongée en 1856 vers Besançon et en 1857 vers Mouchard. Le réseau d’intérêt général a été développé dans le Jura par la Compagnie des chemins de fer de Paris à Lyon et à la Méditerranée (PLM). À la fin du XIXe siècle, le chemin de fer d’intérêt général était assez dense dans les régions de plaine ou de collines et atteignait notamment Arbois, Champagnole, Chaussin, Dole, Fraisans, Lons-le-Saunier, Poligny, Saint-Amour et Salins-les-Bains, mais les hauteurs du massif du Jura n'étaient percées que par deux lignes menant à Morez et Saint-Claude. Ces deux dernières furent finalement reliées en 1912 par la ligne des hirondelles.
Le Jura était au croisement des axes ferroviaires reliant Paris à la Suisse et à l'Italie d'une part et la vallée du Rhône à l'Alsace et à l'Allemagne d'autre part. Si ces lignes furent électrifiées en 1956 pour la première et 1995 pour la seconde, le développement du réseau TGV éloigna les trains de longue distance du Jura, les TGV reliant désormais Paris à Milan par Lyon et Lyon à Strasbourg par Dijon.
Le Jura a également été desservi à partir de 1898 par le réseau de chemin de fer d’intérêt local des Chemins de fer vicinaux du Jura, qui desservait notamment Arinthod, Clairvaux-les-Lacs, Moirans-en-Montagne, Nozeroy, Orgelet et Les Planches-en-Montagne. Ce réseau a totalement disparu en 1950. Un chemin de fer électrique reliait par ailleurs Morez et Les Rousses à Nyon (Suisse), mais la partie française de cette ligne a été fermée en 1958.
|                                             |
| Le réseau ferroviaire à son apogée en 1930. |

|                                     |
| Le réseau ferroviaire de nos jours. |

|                                                    |
| Carte animée de l’évolution du réseau ferroviaire. |

### Situation actuelle

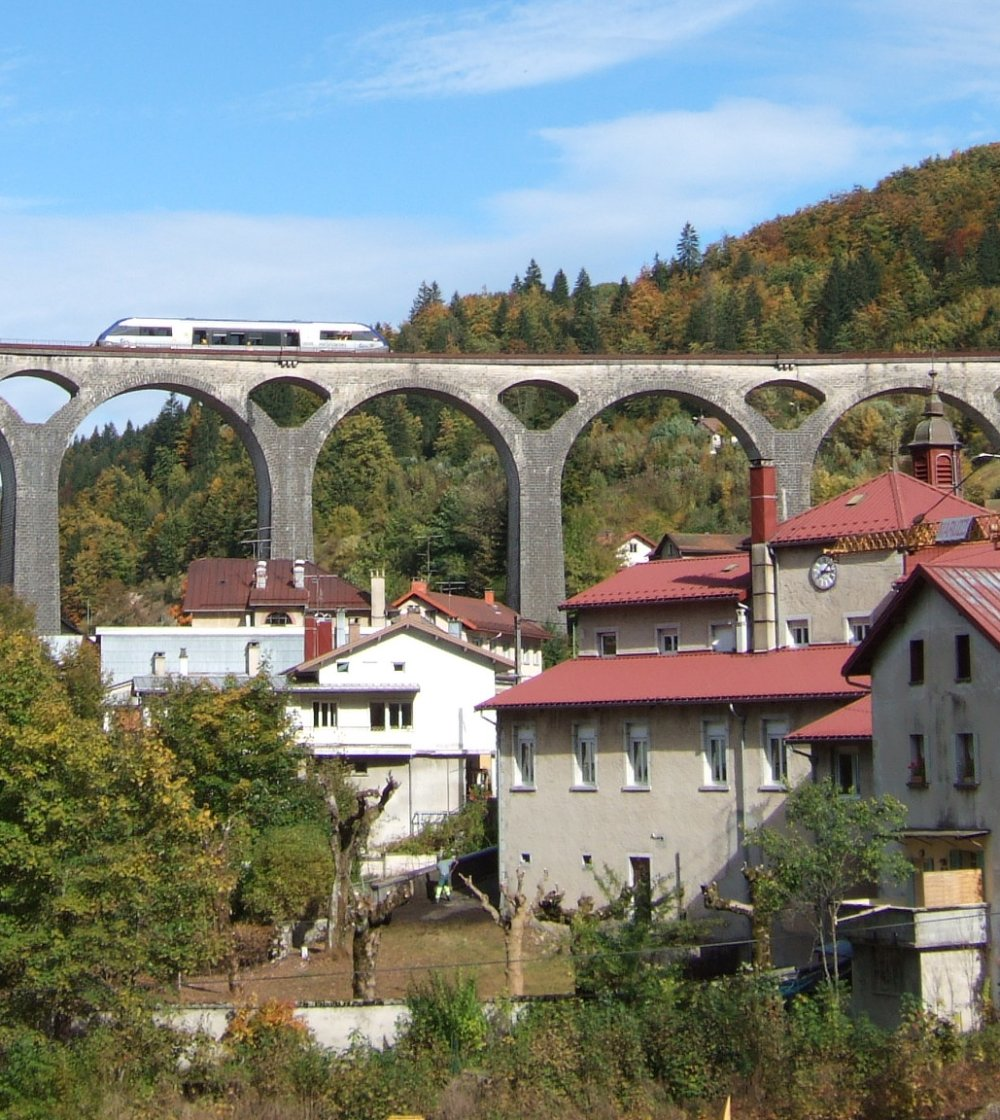
Un autorail X 73500 sur le viaduc de Morez.

La fréquentation du transport ferroviaire est faible dans le département du Jura : les deux principales gares de voyageurs, Dole et Lons-le-Saunier, ont une fréquentation annuelle respective de 839 000 et 340 000 voyageurs en 2019, et aucune autre gare ne dépasse les 105 000 voyageurs.
Le principal axe ferroviaire du département pour les voyageurs est l'axe Dijon - Dole - Besançon, électrifié et à double voie, qui accueille des TER Bourgogne-Franche-Comté et quelques TGV inOui vers Besançon et vers Lausanne (ces derniers empruntant une voie unique à partir de Dole). L'axe Besançon - Lons-le-Saunier - Lyon a été marginalisé pour les voyageurs après l'ouverture de la LGV Rhin-Rhône en 2011, mais accueille toujours quelques TER et du fret. La ligne des Hirondelles, qui dessert le Haut-Jura, ne dépasse plus Saint-Claude depuis 2017.

## Transport fluvial
Le nord du département est traversé (au niveau de Dole) par le canal du Rhône au Rhin. Au gabarit Freycinet (classe I), ce canal est aujourd'hui principalement dédié à la navigation de plaisance. Un projet de mise au gabarit européen de 5000 tonneaux (classe VI) de ce canal a été abandonné dans les années 1990.

## Transport aérien

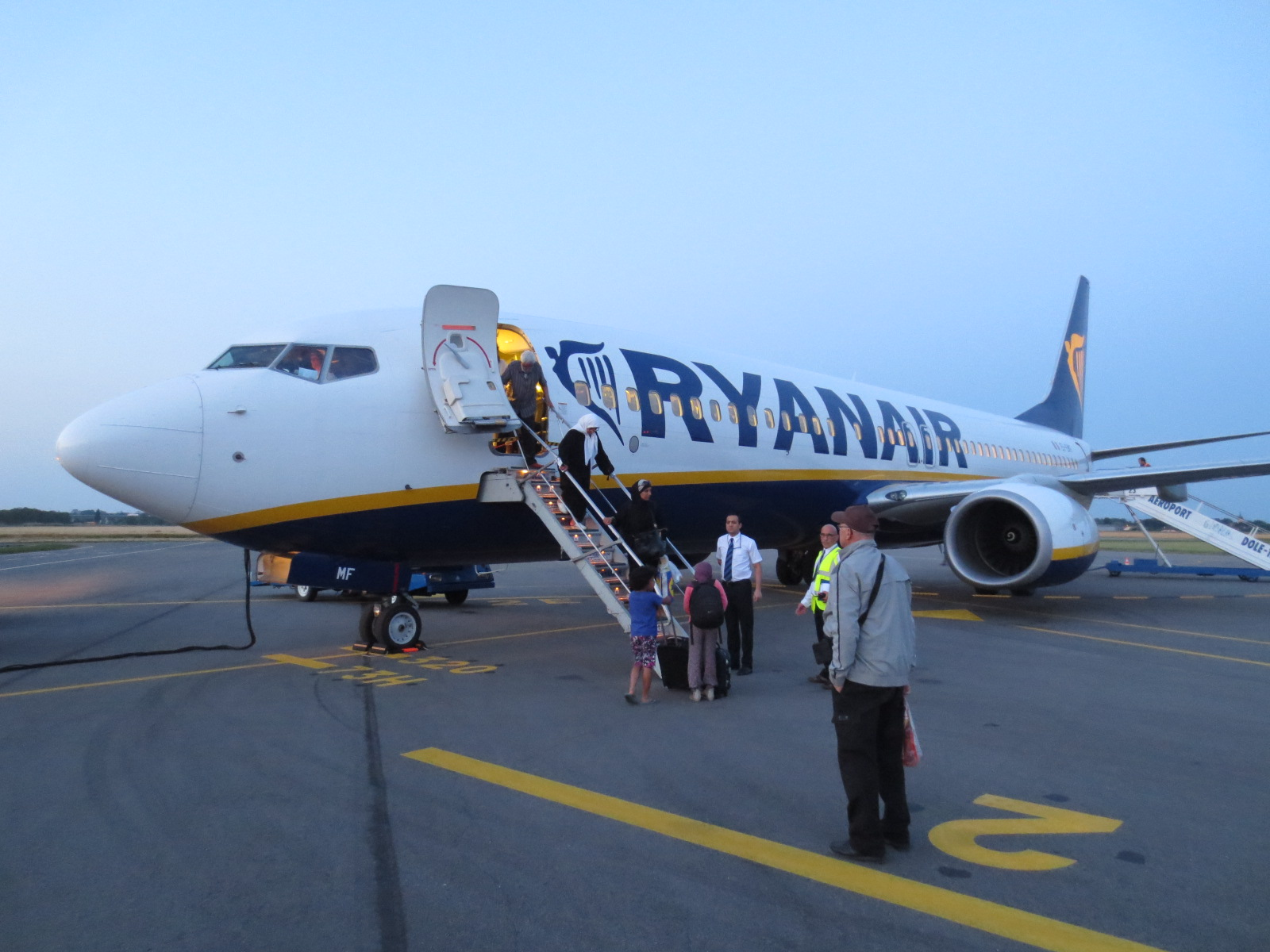
Un Boeing 737 de la compagnie Ryanair sur le tarmac de l'aéroport de Dole-Jura en 2013.

L'aéroport de Dole-Jura (anciennement Dole-Tavaux) est le principal aéroport de Bourgogne-France-Comté, grâce à sa situation géographique entre les deux capitales régionales, Dijon et Besançon. Il n'en reste pas moins un aéroport secondaire, qui n'offre que quelques destinations grâce aux compagnies Ryanair et Air Corsica.
Le département du Jura compte également deux aérodromes destinés à l'aviation légère (loisirs et tourisme) : Champagnole - Crotenay et Lons-le-Saunier - Courlaoux.

## Transports en commun urbains et périurbains
La Communauté d'agglomération du Grand Dole, l'Espace communautaire Lons Agglomération et la commune de Saint-Claude sont autorités organisatrices de la mobilité sur leur territoire et organisent des services de transport dans leur ressort territorial.
Le réseau TGD comporte 13 lignes de bus régulières ainsi que du transport à la demande, des navettes de centre-ville et du TPMR au sein de la vaste agglomération de Dole.
Le réseau Tallis dessert Lons-le-Saunier et son agglomération par 3 lignes de bus régulières et 3 navettes, ainsi que du transport à la demande.
Saint-Claude est desservi par le réseau Urbus qui comporte 3 lignes de bus régulières et du transport à la demande.

## Modes actifs
Le département est traversé par plusieurs voies vertes, véloroutes et sentiers de grande randonnée.